# Mount Queequeg
Mount Queequeg ist ein markanter und zum Teil verschneiter Berg mit drei kegelförmigen Gipfeln von bis zu 905 m Höhe. Er ragt zwischen den Mündungsgebieten des Starbuck- und des Stubb-Gletschers an der Oskar-II.-Küste des Grahamlands auf der Antarktischen Halbinsel auf.
Geodätisch vermessen und fotografiert wurde er 1947 vom Falkland Islands Dependencies Survey. Das UK Antarctic Place-Names Committee benannte ihn 1957 nach dem Harpunier Queequeg in Herman Melvilles 1851 veröffentlichtem Roman Moby-Dick.